# Parc national Zall-Gjoçaj
Le parc national Zall-Gjoçaj (albanais : Parku Kombëtar i Zall Gjoçajt) est un ancien parc national situé dans la région de Tapis, dans le centre nord de l'Albanie. Depuis 2018, il a été intégré au plus vaste parc national Lurë. 

## Histoire
Établi en 1996, le parc avait une toute petite surface de 1,4 km². Malgré sa faible taille, il possédait une riche biodiversité d'habitats. Les forêts se composent principalement de pins, de sapins et de hêtres. Il dispose de nombreuses prairies alpines, de lacs glaciaires et de ruisseaux. Les grands mammifères comme l'ours, le loup, le lynx, le chevreuil, et des oiseaux comme l'aigle royal vivent ici. 